# Ladang Neubok
Ladang Neubok is een bestuurslaag in het regentschap Aceh Barat Daya van de provincie Atjeh, Indonesië. Ladang Neubok telt 746 inwoners (volkstelling 2010).